# المديرية العامة لأمن الدولة
المديرية العامة لأمن الدولة (بالفرنسية: Direction Générale de la Sûreté de l'Etat Libanais)‏ (بالإنجليزية: General Directorate of State Security)‏ هي وكالة الأمن القومي اللبنانية، وهي مرتبطة مباشرة بكل من الرئيس ورئيس الوزراء.
تأسست المديرية العامة لأمن الدولة اللبناني في عام 1985 لتكون الذراع الرئيسية للمجلس الأعلى للدفاع. في مارس 2025 ، تم تعيين اللواء إدغار لاوندوس مديرا عاما لأمن الدولة.

## تاريخ
نصّت الفقرة الخامسة من المادة السابعة من قانون الدفاع الوطني تاريخ 16/9/1984 والمعدّل بالمرسوم الاشتراعي رقم 1 تاريخ 26/9/1984 والمعدّل بالمرسوم الاشتراعي رقم 39 تاريخ 23/3/1985، على إنشاء المديرية العامة لأمن الدولة، لتكون ذراع المجلس الأعلى للدفاع برئاسة رئيس الجمهورية ونائبه رئيس مجلس الوزراء.
مرّت المديرية العامة بفترة جمود وعدم استقرار بعد اتّخاذ قرار بإلغائها نتيجة الأزمات والتجاذبات السياسية، ثم عادت وانتعشت بعد تسلّم اللواء جورج قرعة قيادتها وعودة مجلس الوزراء عن قرار الإلغاء.

## المهام
المهام الرئيسية المطلوبة من قبل الوكالة:
- جمع المعلومات المتعلقة بأمن الدولة الداخلي عن طريق الشبكات الخاصة التي تغطي الأراضي اللبنانية، لتحويلها إلى الجهات المختصة.
- مراقبة تصرفات الأحزاب اللبنانية والناشطين الأجانب فيما يتعلق بأمن الدولة.
- مكافحة التجسس ومكافحة أنشطة العدو في جوانبها المختلفة.
- التحقيقات الأولية في الأعمال التي تعرض أمن الدولة الداخلي والخارجي للخطر.
- التنسيق مع أجهزة الأمن الأخرى، مثل المديرية العامة للأمن العام وقوى الأمن الداخلي ومديرية المخابرات العسكرية، في المسائل المتعلقة بالاستفسارات وتبادل المعلومات.
- إعداد تقارير دورية لإبلاغ المجلس الأعلى للدفاع عن الوضع الأمني والسياسي العام، وتقديم الاقتراحات المناسبة لمواجهة الأخطار الداخلية والخارجية؛ لإبلاغ الرئيس ورئيس الوزراء بشكل دائم بالوضع الأمني والسياسي.
- توفير الأمن لبعض الشخصيات المهمة والسلطات المختصة التي تهددها المخاطر.

## الفروع
تضم المديرية العام لأمن الدولة الشعب والفروع التالية :
- المدير العام.
- نائب المدير العام.
- مكتب المدير العام.
- قسم التخطيط.
- ثمانية مديريات إقليمية.
- الشعبة الأمنية.
- شعبة المعلومات.
- فرع أمن المؤسسات.
- شعبة أمن الدولة الداخلي.
- شعبة أمن الدولة الخارجي.
- قسم شؤون الموظفين.
- شعبة الحماية والتدخل.
- جنبا إلى جنب مع الأقسام الفرعية الأخرى.

## آنظر أيضا
- القوات المسلحة اللبنانية
- قوى الأمن الداخلي
- المديرية العامة للأمن العام

## وصلات خارجية
- الموقع الرسمي